# From the Underground and Below
From the Underground and Below – dziewiąty album studyjny amerykańskiej grupy muzycznej Overkill. Wydawnictwo ukazało się 30 września 1997 roku nakładem wytwórni muzycznych Steamhammer Records i SPV GmbH. Nagrania zostały zarejestrowane pomiędzy czerwcem a lipcem 1997 roku w Carriage House Studio w Stamford w stanie Connecticut. Mastering wykonał Howie Weinberg w Masterdisk w Nowym Jorku. Płyta dotarła do 80. miejsca niemieckiej listy sprzedaży Media Control Charts.

## Lista utworów
Opracowano na podstawie materiału źródłowego.
1. "It Lives" – 4:31
2. "Save Me" – 4:56
3. "Long Time Dyin'" – 4:53
4. "Genocya" – 4:46
5. "Half Past Dead" – 5:29
6. "F.U.C.T." – 4:56
7. "I'm Alright" – 4:20
8. "The Rip N' Tear" – 4:18
9. "Promises" – 4:49
10. "Little Bit O' Murder" – 4:09

Twórcy: D.D. Verni, Bobby "Blitz" Ellsworth

## Twórcy
Opracowano na podstawie materiału źródłowego.
| - Bobby "Blitz" Ellsworth – wokal prowadzący - D.D. Verni – gitara basowa, wokal wspierający - Joe Comeau – gitara, wokal wspierający - Sebastian Marino – gitara | - Tim Mallare – perkusja - Colin Richardson – miksowanie - Andy Katz – inżynieria dźwięku - Howie Weinberg – mastering |